# دختر اگتفد
دختر اگتوِد [ˈektveð] (ح. ۱۳۹۰ – c. ۱۳۷۰ پیش از میلاد) دختری از عصر برنز نوردیک بود که بقایای به‌خوبی حفظ‌شده او در سال ۱۹۲۱ در خارج از اگتوِد، دانمارک کشف شد. او هنگام مرگ ۱۶ تا ۱۸ ساله بود، اندامی لاغر، قدی برابر با ۱۶۰ سانتیمتر (۶۳ اینچ)، موهایی کوتاه و بلوند و ناخن‌هایی مرتب داشت. دفن او با استفاده از درخت‌گاه‌شماری به سال ۱۳۷۰ پیش از میلاد تاریخ‌گذاری شده است. او همراه با بقایای سوزانده‌شده یک کودک در یک گورپشته به عرض تقریبی ۳۰ متر (۹۸ فوت) و ارتفاع ۴ متر (۱۳ فوت) کشف شد. تنها مو، مغز، دندان‌ها، ناخن‌ها و بخش اندکی از پوست او باقی مانده است.

## دفن

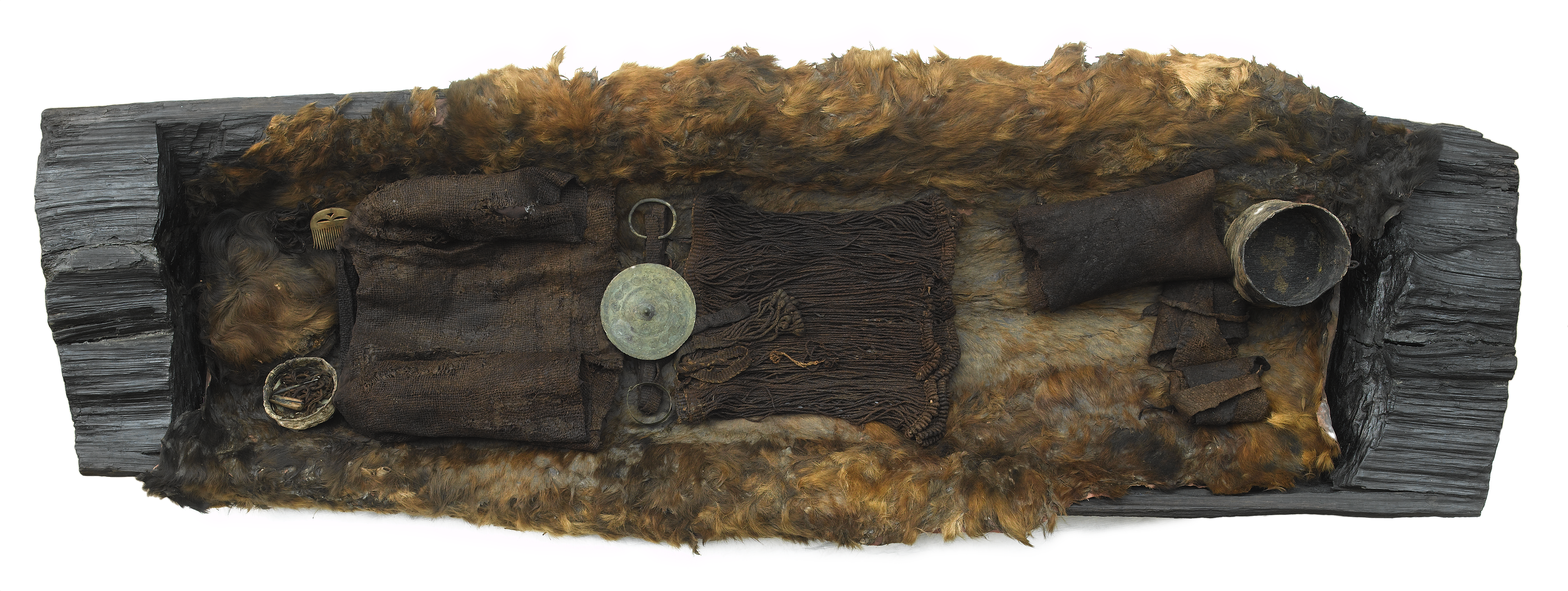
تابوت و بقایای دختر اگتوِد

گورپشته در سال ۱۹۲۱ کاوش باستان‌شناسی شد و یک تابوت در جهت شرق-غرب در آن یافت شد. تابوت مهر و موم شد و به موزه ملی دانمارک در کپنهاگ منتقل گردید، جایی که در آن گشوده شد و دختر اگتوِد آشکار گردید.
درون تابوت، دختر در یک پوست گاو پیچیده شده بود. او یک تونیک کوتاه و گشاد با آستین‌هایی تا آرنج بر تن داشت. کمر او برهنه بود و یک دامن کوتاه از رشته‌های نخی پوشیده بود. او همچنین دستبندهای برنزی و کمربندی پشمی با دیسکی بزرگ که با مارپیچ‌ها و یک برآمدگی تزئین شده بود، داشت. در کنار پاهای او، بقایای سوزانده‌شده کودکی ۵ تا ۶ ساله قرار داشت. در کنار سرش، یک جعبه کوچک از پوست درخت غان یافت شد که حاوی یک درفش، سنجاق‌های برنزی و یک تور مو بود.
پیش از بسته شدن تابوت، او با یک پتو و یک پوست گاو پوشانده شد. گل‌های بومادران معمولی (که نشان‌دهنده دفن در تابستان است) و یک سطل آبجو تهیه‌شده از گندم، عسل، مورت مرداب و سیاه‌دار سرخ روی تابوت قرار داده شد. لباس منحصربه‌فرد او که در زمان کشف در دهه ۱۹۲۰ شگفتی آفرید، بهترین نمونه حفظ‌شده از سبکی است که اکنون مشخص شده در شمال اروپا در عصر برنز رایج بوده است. حفظ خوب بقایای دختر اگتوِد به دلیل شرایط اسیدی مرداب‌گونه خاک بوده که ویژگی رایج این منطقه است.

## بازسازی
لباس‌های او برای موزه ملی دانمارک توسط مرکز تجربی لیری بازسازی شد و در همان‌جا به نمایش گذاشته شده است. همچنین، مجموعه‌ای بازسازی‌شده از لباس‌ها و جزئیات کاوش در موزه دختر اگتوِد در محل حفاری به نمایش درآمده است.

## منشأ و زندگی
تحقیقات اولیه انجام‌شده توسط فری و همکارانش در سال ۲۰۱۵، که بعدها مورد تردید قرار گرفت، ایزوتوپهای استرانسیوم موجود در دندان‌ها، ناخن‌ها، مو و لباس‌های دختر اگتوِد را بررسی کرد و بر اساس آن‌ها پیشنهاد شد که او احتمالاً از منطقه جنگل سیاه در آلمان آمده، اما ازدواج کرده و به دانمارک نقل مکان کرده است و سپس بین این دو منطقه سفر کرده است.
ثومسن و آندریاسن در سال ۲۰۱۹ نشان دادند که داده‌های ایزوتوپی استرانسیم به‌دست‌آمده از منطقه اطراف گور، که برای مقایسه با بقایای دختر توسط فرای و همکارانش استفاده شده بود، به دلیل وجود استرانسیم اضافی موجود در آهک کشاورزی مورد استفاده در کشاورزی مدرن در منطقه اگتوِد آلوده شده است. هنگامی که ثومسن و آندریاسن نمونه‌هایی را از مکان‌هایی که تحت تأثیر کشاورزی مدرن قرار نگرفته بودند، تجزیه و تحلیل کردند، دریافتند که دامنه مقادیر ایزوتوپی استرانسیم در محیط طبیعی اطراف با مقادیر مشاهده‌شده در بقایای دختر مطابقت دارد؛ بنابراین، محتمل‌ترین سناریو این است که او از منطقه اگتوِد بوده و تمام عمر خود را در همان‌جا سپری کرده است و برخلاف نظریه فرای و همکارانش، از منطقه‌ای دوردست نیامده است. یافته‌های ثومسن و آندریاسن نشان می‌دهد که این دختر حدود نیمی از سال را در یک منطقه – احتمالاً دره رودخانه‌ای در اگتوِد – و نیمه دیگر سال را در منطقه‌ای دیگر – احتمالاً فلات محلی – سپری کرده است که شاید در چارچوب رمه‌گردانی و جابه‌جایی فصلی دام در یک محدوده کوچک بوده باشد.
در یک مقاله منتشرشده در سال ۲۰۱۹ که بر تحلیل ایزوتوپ استرانسیم مبتنی است، سوفی برگبرانت منشأ دختر اگتوِد را از سوئد یا نروژ پیشنهاد می‌کند.